# ONE PIECE 3D 麦わらチェイス
『ONE PIECE 3D 麦わらチェイス』（ワンピース スリーディー むぎわらチェイス）は、2011年3月19日に公開された日本のアニメーション映画。漫画『ONE PIECE』を原作としたテレビアニメの劇場版第11作目。
『ジャンプ HEROES film』（略称『JHF』）と題し、『トリコ 3D 開幕!グルメアドベンチャー!!』と同時上映。

## 概要
劇場版『ONE PIECE』シリーズ史上初となる、全編フルCGおよびデジタル3D映画として製作された。シリーズ初の短編作品でもあり、これまで公開された劇場版の中では（同時上映作品を除き）上映時間が最も短い。「サバイバルの海 超新星編」劇場版最終作でもある。
入場者プレゼントとして、『ONE PIECE』と『トリコ』の予告編フィルムコミックを収録した、付録の3Dゴーグルで読む『JHF 3Dコミックス』を限定100万部プレゼント。またJHF特製プロモーションカードセット（ミラクルバトルカードダスとデータカードダス）もプレゼントされた。
キャッチコピーは「世紀の冒険を、体感せよ!!!」。
2011年3月11日に発生した東日本大震災の影響で、関東地区の舞台挨拶は延期された。地震の影響で休館や営業時間短縮もあり、全体の興行収入も落ち込んでいる中、2011年3月19、20日初日2日間で興収1億1,351万2,200円、動員は8万4,480人、初日3日間では興収1億7,405万300円、動員12万9,903人を記録し、映画観客動員ランキング（興行通信社調べ）で初登場第7位となった。最終興行収入は7億9000万円で、シリーズ歴代最低記録。
ビデオソフトはBlu-ray Disc、DVDで2011年7月20日に発売。本作のみ収録のものと、同時上映の『トリコ』とのツインパックがある。

## ストーリー
ある日、ルフィの大切な麦わら帽子が無くなってしまった。麦わら帽子をくわえた大ワシを追い、麦わらの一味は争奪戦に挑む。

## 登場人物

### 麦わらの一味
モンキー・D・ルフィ
声 - 田中真弓
ロロノア・ゾロ
声 - 中井和哉
ナミ
声 - 岡村明美
ウソップ
声 - 山口勝平
サンジ
声 - 平田広明
トニートニー・チョッパー
声 - 大谷育江
ニコ・ロビン
声 - 山口由里子
フランキー
声 - 矢尾一樹
ブルック
声 - チョー

### 原作キャラクター
シャンクス
声 - 池田秀一
赤髪海賊団大頭。ルフィに麦わら帽子を預けた海賊。本作ではエンディング後の回想シーンにのみ登場。

### オリジナルキャラクター

#### シュナイダー海賊団
シュナイダー海賊団のキャラクターは山口が一人三役で演じている。
シュナイダー
声 - 山口智充
シュナイダー海賊団船長。麦わらの一味が漂流船で救出した老海賊。自分の命が長くないと悟り、愛犬のバズを遠ざけようとして難題を与える。
バズ
声 - 山口智充
シュナイダーと長年連れ合っていた老犬。動物系悪魔の実「トリトリの実 モデル"鷲（イーグル）"」の能力者で、大ワシに変身することができる。シュナイダーに「麦わらのルフィ」の麦わら帽子を奪えという難題を与えられ、彼の言葉を信じそれを実行した。
大ワシ
声 - 山口智充
ルフィの麦わら帽子を盗んだ大鷲。バズが変身した姿。

#### その他（オリジナルキャラクター）
将校
声 - 草尾毅

## スタッフ
- 原作・オリジナルキャラクターデザイン - 尾田栄一郎（集英社・週刊少年ジャンプ連載）
- 製作 - 高橋浩、遠藤茂行、鳥嶋和彦、竹中一博
- 企画 - 清水慎治
- 脚本 - 堤泰之
- 音楽 - 東京スカパラダイスオーケストラ
- CGプロデューサー - 氷見武士
- CG監督 - 池田正憲
- キャラクターデザイン・作画監督・エフェクトアニメーター - 真庭秀明
- 美術設定・監督 - 倉橋隆、保坂有美
- 絵コンテ協力 - 真庭秀明、宮原直樹、瀬下寛之、森田宏幸
- CG製作総括 - 樋口宗久
- 編集 - 牧信公
- 録音 - 渡辺絵里奈
- 効果 - 新井秀徳
- 選曲 - 神保直史
- 録音助手 - 藤村聰
- 記録 - 小川真美子
- 企画協力 - 柴田宏明
- 監督・絵コンテ - 佐藤宏幸
- 製作 - 「2011 ワンピース」製作委員会
- 配給 - 東映

## 主題曲
「Break into the Light 〜約束の帽子〜」
作曲 - 沖祐市 / 編曲 - 東京スカパラダイスオーケストラ / 演奏 - 東京スカパラダイスオーケストラ
劇場版シリーズ初の器楽曲。シングルは500円のお手頃価格で発売された。

## 受賞歴
- 第65回映像技術奨励賞 アニメーション部門

## コラボレーションアニメ
SERENA×ONE PIECE 3D 麦わらチェイス オリジナルアニメDVD『潜入!!サウザンド・サニー号』
新・日産・セレナとのコラボレーションとして製作されたオリジナルアニメーション。2011年3月5日、6日に日産各店舗にて新型セレナ試乗者にプレゼントされた。映画本編映像も交えながら、サウザンドサニー号の内部を紹介していく内容になっている。